# Waiting for Guffman
Waiting for Guffman is een Amerikaanse komische film uit 1997.

## Rolverdeling
| Acteur             | Personage                    |
| ------------------ | ---------------------------- |
| Eugene Levy        | Dr. Allan Pearl              |
| Catherine O'Hara   | Sheila Albertson             |
| Parker Posey       | Libby Mae Brown              |
| Fred Willard       | Ron Albertson                |
| Bob Balaban        | Lloyd Miller                 |
| Matt Keeslar       | Johnny Savage                |
| Michael Hitchcock  | Steve Stark                  |
| Deborah Theaker    | Gwen Fabin Blunt             |
| Paul Benedict      | Not Guffman (Mr. Roy Loomis) |
| Christopher Guest  | Corky St. Clair              |
| Linda Kash         | Mrs. Allan Pearl             |
| Lewis Arquette     | Clifford Wooley              |
| Larry Miller       | Glenn Welsch                 |
| Don Lake           | Phil Burgess                 |
| Brian Doyle-Murray | Red Savage                   |
| David Cross        | UFO Expert                   |